# Lenoir
Lenoir és una població dels Estats Units i seu del comtat de Caldwell a l'estat de Carolina del Nord. Segons el cens del 2006 tenia 18.588 habitants.

## Demografia
Segons el cens del 2000, Lenoir tenia 16.793 habitants, 6.913 habitatges i 4.569 famílies. La densitat de població era de 391,3 habitants per km².
Dels 6.913 habitatges en un 27,4% hi vivien nens de menys de 18 anys, en un 47% hi vivien parelles casades, en un 14,8% dones solteres, i en un 33,9% no eren unitats familiars. En el 29,7% dels habitatges hi vivien persones soles el 13,1% de les quals corresponia a persones de 65 anys o més que vivien soles. El nombre mitjà de persones vivint en cada habitatge era de 2,34 i el nombre mitjà de persones que vivien en cada família era de 2,87.
Per edats la població es repartia de la següent manera: un 22,9% tenia menys de 18 anys, un 8,1% entre 18 i 24, un 27,5% entre 25 i 44, un 23,3% de 45 a 60 i un 18,3% 65 anys o més.
L'edat mediana era de 39 anys. Per cada 100 dones de 18 o més anys hi havia 88,2 homes.
La renda mediana per habitatge era de 29.369 $ i la renda mediana per família de 37.280 $. Els homes tenien una renda mediana de 26.122 $ mentre que les dones 21.895 $. La renda per capita de la població era de 16.697 $. Entorn del 10,4% de les famílies i el 14,3% de la població estaven per davall del llindar de pobresa.

## Poblacions més properes
El següent diagrama mostra les poblacions més properes.

## Fills il·lustres
- Kary Banks Mullis (1944- 2019) bioquímic, Premi Nobel de Química de l'any 1993.